# Davorlim
Davorlim è una suddivisione dell'India, classificata come census town, di 10.923 abitanti, situata nel distretto di Goa Sud, nello territorio federato di Goa. In base al numero di abitanti la città rientra nella classe IV (da 10.000 a 19.999 persone).

## Geografia fisica
La città è situata a 15° 15' 0 N e 73° 58' 60 E e ha un'altitudine di 30 m s.l.m..

## Società

### Evoluzione demografica
Al censimento del 2001 la popolazione di Davorlim assommava a 10.923 persone, delle quali 5.682 maschi e 5.241 femmine. I bambini di età inferiore o uguale ai sei anni assommavano a 1.319, dei quali 668 maschi e 651 femmine. Infine, coloro che erano in grado di saper almeno leggere e scrivere erano 8.009, dei quali 4.440 maschi e 3.569 femmine.